# うえはぁす 〜お姫様は今日も危険でした〜
『うえはぁす 〜お姫様は今日も危険でした〜』（うえはぁす おひめさまはきょうもきけんでした）は、ソフトハウスキャラが製作、2000年9月22日に発売したアダルトゲームである。

## 概要
アダルトシミュレーションゲーム専門ブランドで知られるソフトハウスキャラによる第2作にあたる。本作は、逃走劇をメインの題材としており、追手に捕まることなく目的の町村を目指して進むというゲーム内容となっている。一見寄り道的に見える「クリスのよけいな知識」を獲得しないと、クリスとのアダルトパートがほとんど出現しない点、目的町村への到達ターン数で攻略対象キャラクターへの攻略への道が開かれる点など、アドベンチャーパート以外の様々な要因を含めた条件によってエンディングが決定されるシステム構成となっている。
なお、本作のメインキャラクターであるエリオットとクリスは、同ブランドから発売されている後発作品『ダンシング・クレイジーズ』にも登場している。

## あらすじ
作品舞台は欧州にあるゴースティアル王国。いたって平和で、治安はよく、税金は低く、土地も安いという、住むにはいいところである。エビの養殖と輸出で知られている。
主人公エリオットは、つい先日、会社を首になったところ。王国では、王国の認める会社で一定期間働くことで永住権を獲得できることになっており、もう少しで永住権を獲得できる後一歩のところでの退職であった。
主人公が社宅を追い出され、今や自宅代わりでもある愛車のパンクを修理しているとき、一人の女性がマルヒローに乗せて行ってほしいと頼んでくる。まるで結婚式から抜け出してきたかのようなドレス姿の女性を見て、面倒ごとは御免と断る主人公であったが、銃で脅され、結局乗せて行くこととなった。
その後、彼女が王国の第1王女クリスであること、結婚相手が40歳を越える大臣であることを理由に逃げ出してきたことを知った主人公は、彼女と正式に契約し、永住権の取得と就職の斡旋（彼女専属の運転手）を条件に、彼女の希望する場所に彼女を送ることとなった。

## 登場キャラクター

### 主人公と王室関係者
エリオット
本作の主人公。永住権獲得までに退社してしまったため、正式な王国住民ではない。そのため、王国の永住権獲得は主人公にとって大きな魅力ある報酬であり、彼女を目的地に送り届ける条件としてはかなり満たされるものであった。今回の依頼における追っ手からの逃げのテクニックは、過去に何でも屋をやっていた経験が活かされている。何でも屋、主人公と何でも屋との関わり合いについては、同ブランドの後発作品『ダンシング・クレイジーズ』で語られている。
愛車は某日本の有名メーカーのRV、ストーン。フルタイム四駆、コーナーリング性能に優れた車種で、色はえんじ色。
クリス姫
正式名はプリンセス・オブ・クリス・クラリティーズ・グリーン (Princess of Chris Clariteas Green) 。ゴースティアル王国第1王女。4月8日生まれ、牡羊座、B型。金髪で長髪。
傍若無人で、いわゆるトラブルメーカーである。今回の件については、城を抜け出す際に大臣の部屋に仕掛けた爆弾によるテロ行為を理由に、1億イエーンの懸賞金が掛けられているが、それに対する王国市民の反応は「騒動の一部始終を端で見て楽しむのが一番」「今回は何をしでかしたのかを巡って賭けごとが流行る」「いつ捕まるのかを巡っての賭けごとが流行る」などといったように、このようなトラブルはいつものことというものである。今回の件の原因となった、妹のリゼット姫から受けたいたずらについても、その原因を作ったのは、幼少のころから妹との間でこういったトラブルを月1のペースで作ってきたことにある。しかも、それに対する自覚はなく、むしろ面倒見の良い姉だと思い込んでいるという、トラブルメーカーにありがちな、トラブルの原因が自身にあることへの無自覚さが作中の随所で示されている。
また、「何でも1つだけ願いを叶える」という悪魔の妖精に対して「悪魔の妖精は今後、人前から永遠に姿を隠しつづける」という願いを聞いてもらうというエピソードにも代表されるように、悪戯心旺盛な性格でもある。作中、かなり初期に、本当の結婚相手が40歳を越える大臣ではなく、その甥っ子であることがあきらかとなるが、それを知った後ももうしばらくこの家出を楽しみましょう、と言って次々と別の目的地に向かうこととなる。
リゼット姫
正式名はプリンセス・オブ・リゼット・リンザ・クラリティーズ・クリムゾン (Princess of Rezet Rinzu Clariteas Crimson) 。ゴースティアル王国第2王女。
聡明で活発。賢人として知られるが、策士策に溺れるといったケースもしばしば。
今回の騒動は、彼女が姉のクリス姫についた嘘が直接の原因となっている。本来「結婚相手の候補は、ゴードン大臣の甥っ子のライオネル」というところを、いつも姉から受けている仕打ちへの仕返しのつもりで「結婚相手はゴードン大臣で、既に本決まり」と嘘を付いたわけである。しかし、「結婚している大臣が結婚相手になるはずがないので簡単に見破れる嘘」という読みは外れ、クリス姫は逃げ出してしまい、クリスがいなければ第2王女がライオネルと結婚するはめになるといったように、その災難は自身に降りかかることとなった。自身の自由を求めて姉を結婚させるべく、管轄の陸軍を率いてクリス追跡劇に自ら参入することとなる。
アリエル
リゼットの侍女。リゼットの過激な策のブレーキ役となっており、クリス姫を追い詰めた場合でも「砲弾を打ち込め。砲弾ごときで死ぬ姉さんじゃない。」というリゼットを制止する役目はアリエルが行っている。
赤が彼女のトレードマークである。
ゴードン内務大臣
今回の騒動の被害者の一人。
大臣職には王城の一室が与えられているが住居としては不充分なため、近隣の宰相府に生活住居を構えるものが多く、ゴードンもその一人であった。そしてゴードンは、王城の一室を警備万全の物置として使用していた。しかし、クリスが城を抜け出す際、逃避行中の路銀の足しにと、ゴードンの部屋から持ち出した品物に「白の石」の隠し先として使用していた品物が含まれていたため、本気でクリスを追跡する必要に迫られることとなった。
ライオネル
ゴードンの甥っ子。クリスの本来の結婚相手。
シュターデン
第一親衛隊の隊長。王家の守護神と呼ばれる人。
ルン
リゼットの配下に当たるが、クリスの協力者。

### アイズバーグ構成員
エルーシャ
欧州の最大手マフィアであるアイズバーグのボス。旧ボスであるベッカーの代は攻撃的なスタンス（敵対組織の武力的排除）で勢力を伸ばしていたアイズバーグだったが、ベッカーの死後、娘のエルーシャにボスの座が移ってからは知性派のスタンス（敵対組織の取り込みなど）で勢力を拡大し、今や最大手マフィアとなった。
ベイウス
アイズバーグの幹部職。本来はゴースティアル王国は彼の管轄外であるが、王国を管轄としているクラッススとは非常に親しい間柄であるため、王国とは縁の深いものとなっている。遊び目的でクラッススを訪れたベイウスは、クラッススがクリス追跡に苦労していることを知り、自身の部下も参戦させるというかたちでクリス追跡劇に参加していく。
ライムソーダが好き。病気の愛妻を救うために「緑の石」の力を必要としている。
クラッスス
アイズバーグの中では、幹部とは行かないまでもかなり上の地位に付く。幹部のベイウスとは親しい間柄にある。
殺人課警部のギブソンとも知り合いであり、核心に迫らない範囲での情報交換や協力は時々行っている。下着好きであり、情報交換の条件に使われる場面も登場する。

### その他
ギブソン
殺人課の警部。噂の敏腕刑事と名高く、悪魔にでも魅入られたかのように犯人が奴の手に落ちると作中で噂されている。
地域課への転属願いを出しており、何らかの大きな事件絡みの転属と周囲からは見られている。アイズバーグのクラッススとは実は知り合いであり、アイズバーグの部下が捕まったときに簡単に釈放されるように根回ししているのは彼である。
ベルロット、ドワイト
ベルロットとドワイトは、賞金稼ぎの姉弟である。クリス姫に対して1億イエーンの報奨金が出ていることを知った2人は、クリス追跡劇に参戦する。クリスたちが道中で落とした100万イエーンを拾うことから、逃走と追跡の立場は途中で逆転することもある。
ルーシィ
この地方に改造店の店長。腕は確かで、短時間で車の性能を向上させる能力を持つ。1度目の訪問は改造となるが、2度目以降の訪問ではゴードン大臣の部屋から持ち出したアイテムを買い取るショップとしての役割を担っている。
クレア
ガソリンスタンド店員。所持金を使ってカード購入を行うショップとしての役割を担っている。
ロボ吉
王国の最新鋭タル型ロボット「マリオネッティマシーネ・the・アシッドアームズ」の1体。クリスの執事長。脱走劇の途中で合流することになる。
ゴースティアル機械化師団
王国の最新鋭タル型ロボット「マリオネッティマシーネ・the・アシッドアームズ」のみで構成される師団。
大文字紀美子
日本NOK放送のレポーター。

## ゲームシステム
本ゲームは、大きくシミュレーションパートとアドベンチャーパートに分かれている。メインパートはシミュレーションパートとなっており、シミュレーションパートの目的地の提示や、発生したイベントなどがアドベンチャーパートで表現されている。アドベンチャーパートには、選択肢分岐も設けられており、それによってもシナリオのクリア条件に影響を与えている。ゲームエンジンには、同ブランドの定番システムであるSystemAoiが用いられている。

### シミュレーションパート
シミュレーションパートは、町村がマス形式で配置され、各町村の間に通路が引かれた地図形式の構成となっている。この構成地図上で、プレイヤーターンと敵ターンで交互にお互いの行動を決定し、プレイヤーが最終目的地となる町村を目指すという内容となっている。
プレイヤーターンでは、初期3枚、ターンごとに1枚の追加カードが与えられ、そのカードに示された効果を使うことで、地図上の移動、自ユニットの行動補助、敵ユニットの行動妨害などを行っていくことになる。1枚のカードには上部に移動系の効果、下部に行動補助系や妨害系の効果が記されており、どちらか一方のみを発動することが可能（発動後、他方の効果は発動せずにカードは消滅）となっている。カードは最大で5枚までストック可能であり、5枚溜まった状態で使用せずに自ターンを抜けると、5枚の中から不要カードを選択して廃棄するという操作系となっている。1ターンで2枚以上使用することも可能であるが、移動系の効果は1ターンあたり1枚のみ、妨害系の効果は同じ敵ユニットには1枚のみという制約が設けられている。カードに記されている効果は以下の通りである。
| カード上部の名称 | 効果 |
| ---------------- | --- |
| マス数           | 1、2、3、1 - 2、2 - 3、ALMIGHTY（1 - 3のいずれもOK）のいずれかのかたちで、移動可能マス数を示す。なお、2 - 3マスのカードで1マスのみの移動ということは行えない。目的地にちょうどのマス数でなければ通り越してしまうこととなる。また、3マスは「1マス進み、1マス戻り、もう一度1マス進む」とは解釈されない。 |
| GO / BREAK       | マス数に後続して示され、BREAKは敵ユニットを乗り越えて移動可能、GOは乗り越え移動不可であることを示す。 |

| カード下部の名称 | 効果 |
| ---------------- | --- |
| ALL STOP         | 全敵ユニットを1ターン行動禁止にする。 |
| STOP             | 指定した敵1ユニットを1ターン行動禁止にする。 |
| CONTROL          | 指定した敵1ユニットを強制的に1マス移動させる。 |
| ATTACK           | 指定した敵1ユニットを攻撃し、3ターン行動不能にする。 |
| BYROAD           | カードの移動系効果を発動させる前に使用することで、直後のプレイヤーターンに限り、隠し通路を使用可能にする。カード発動の際には事前に隠し通路が表示され、効果的な通路でない場合には発動をキャンセルすることも可能である（その場合にはカードは消費されない）。 |
| SHUT             | プレイヤーのいるコマに隣接する通路のいずれか1つを封鎖する。1ターン後に封鎖は解除される。 |
| GO HOME          | 敵1ユニットを本拠地に強制的に移動させる。 |
| CLOSE            | 通路は「高速道路」「国道」「州営道路」「街道」「私道」に分類されており、このうち1種類の通路を1ターン封鎖する。 |

この他に特殊なカードとして「ロボ吉カード」がある。マス移動に使うことは出来ず、マップ上のランダムな地点に移動する効果を持つ。また使用時に専用のCGが表示される。
なお、特定の面では通路にパイロンが置かれている箇所があり、その面ではその通路は通行止め扱いとなる。
敵ユニットは1マス移動のものが多いが、後半になるにつれ2マス移動を行うものが増えるほか、SHUTを仕掛ける敵ユニットも登場する。なお、プレイヤーは隣接通路のみにSHUTを仕掛けることが可能であるが、敵ユニットはそのような制限は設けられていない。
自ユニットが条件を満たした状態で最終目的地以外の特定のマスに止まった場合（通過では条件を満たさない）、条件に応じたイベントが発生する。大きくは以下に分けられる。
「クリスのよけいな知識」の取得
クリス姫が家出の最中に知らないことに遭遇すると、つまり知らないことに関するイベントを発生させると、それに応じて知識を得ることになる。例えば、カップラーメンを食べることで「庶民の味」、武器の本を読むことで「武器扱いLv1」などである。このようにして知識を得ることは、エンディング条件にも影響を与えることになる。そのため、それぞれのミッションで単純に目的地を目指すだけではエンディングに到達できないようなシステム構成となっている。
改造店
ルーシィが店長の改造店は王国に11ヶ所存在する。これらに停止すると、初回停止時には車の改造となるが、2度目以降はクリス姫が城から持ち出した品物を売ってお金に変えるための換金場所として機能させることが可能となる。
ガソリンスタンド
クレアがバイトを務めるガソリンスタンドに停止すると、お金を払うことでカードを購入することが可能となる。
自ユニットと敵ユニット（但し、行動不能の敵ユニットを除く）が同じマスになった場合、敵ユニットに見つけられてしまった扱いとなる。一部の大将格の敵ユニットに見つかった場合は即座にゲームオーバーとなるが、大半の敵ユニットに関して言えば、必ずしも即座にゲームオーバーとなるわけではない。ゲームオーバーとならなかった場合は、INFORMATION画面（ステータス表示画面、後述）の左上部に表示される勲章マークの数が1減算され、敵ユニットは敵の本拠地にあたるマスに移動して、ゲーム継続となる。同じ種類の敵に一定回数以上捕まると、その場合もゲームオーバーとなる。

### INFORMATION画面
プレイヤーの状態は、INFORMATION画面にて確認することが可能となっている。
勲章マーク
目的地に到着する、クリスとの受け答えにおいて好感度を得る返答を行う、よけいな知識の習得などによって増加し、敵ユニットに捕まることで減少する。この数は、エンディング条件に影響を与える。
石マーク
騒動にマフィアのアイズバーグが介入する理由となっている石（後述）の所持数である。白、青、赤、緑の4種類が色で表示される。
所持金
クリスが持ち出してきたお金を示す。
目的
目的地を示す。
アイテム
クリスが持ち出してきたアイテムを示す。車の後部に積み込まれているものとなっており、売ってはいけないものはここには表示されない。
クリスのよけいな知識
クリス姫が知らないことに遭遇した結果、得た知識の一覧である。一部の知識はエンディング条件に影響を与える。

### 各話リスト
話の展開は「第1話」などの形式で示され、各話は1つあるいはいくつかの目的地への移動で構成される。
| 話         | サブタイトル                                      | 目的                                                                      | 備考                                                         |
| ---------- | ------------------------------------------------- | ------------------------------------------------------------------------- | ------------------------------------------------------------ |
| プロローグ | 拳銃を突きつけて - A Violent Revolution -         | 目的なしの風来坊さ → マルヒロー                                           | クリス姫と合流し、第1目的地マルヒローに到着するまでの物語    |
| 第1話      | ドレスを脱いだお姫様 - Family Violence -          | マルヒロー → カリオレクシー → エレンナ                                    | リゼット姫と遭遇し、本当の結婚相手が誰であるか判るまでの物語 |
| 第2話      | いつまでもあると思うな - The Earth Round -        | エレンナ → レジェロ → コロラチェラ → キンバリー → レジェロ → 賞金稼ぎ姉弟 | 資金稼ぎ姉弟に所持金を奪われ、回収するまでの物語             |
| 第3話      | 食い逃げ - Mysterious World -                     | レジェロ → チーネス → 本物のロボ吉                                        | ロボ吉との遭遇までの物語                                     |
| 第4話      | 全てを知っている - Ambitious Princess -           | チーネス → エレンナ → カリオレクシー → レジェロ（強制移動）               |                                                              |
| 第5話      | 過去が強くなって帰って来た - Ahrodite With Fear - | レジェロ → ヤレット → ブランドン                                          |                                                              |
| 第6話      | お前だ - Kingship -                               | ブランドン → コロラチェラ                                                 |                                                              |
| 第7話      | 野望に捧ぐ - Varied Life -                        | コロラチェラ → アイヤイネ                                                 |                                                              |

### ミニゲーム
本作の特定条件でのクリア後（中途ゲームオーバー以外でのクリアであれば、バッドエンドでも構わない）、タイトル画面のおまけへのボタンが出現し、その中でCGモードや音楽モードなどと並んで、以下のミニゲームが使用可能となる。
見帰りクリスちゃん
いわゆるだるまさんがころんだである。1歩歩くか止まるかの選択を繰り返し、20歩進めばクリアとなる
ロボ吉危機一髪
いわゆる黒ひげ危機一発である（補足：ロボ吉はタル型ロボットである）。
クイズモード
同ブランドで恒例のモードで、本作に関する3択クイズに10問連続正解すれば、本作クリアに関するヒントが授けられるというモードである。

## 石の秘密
本作の序盤で、クリスがゴードン大臣の部屋から持ち出したアイテムの中に、重要なアイテムが入っていることが示される。そのアイテムは、ゴードン大臣がクラッススから預かった「白い石」を隠しておいたアイテムであり、騒動は単に結婚騒動に止まらず、クラッススの所属するマフィアが介入する大騒動になった。この「白い石」とはこの地方で採掘されるゴースティアル鉱の一種で、白色のものである。世間一般には、ガラスよりも少しエネルギー価値のある程度の鉱石としか見られていないが、一部の人にはより重要な意味を持っていた。同じように、重要なゴースティアル鉱は他にも、青、赤、緑とあり、白を合わせて計4種類が存在する。
クリス姫は、リゼット姫と遭遇し、結婚相手の真相を知ってからも、しばらくこの家出を楽しもうと言って、王国の各地を訪問する。それは、今回の家出を兼ねて、過去に失踪した父が路銀を得るために売ったゴースティアル鉱を探して各地のアイテムショップを回るためであり、その途中で「青い石」を入手する。
マフィアは、これらの鉱石が不老不死の効果を持っていると知っており、その効果を得るためにそれらの鉱石と、鉱石の力を引き出す力を持つ王家の純潔な血（王家の長女のみに伝わるといわれる）を得ようと試みる。そして、クリスの血を入手しようと考える。
クリスの信頼していた第1親衛隊の隊長シュターデンは、マフィアに協力しながらも、石の別の使い道、核に匹敵するエネルギーの抽出方法を知り、マフィアを出し抜けないかと画策する。
こういった様々な登場キャラクターの思惑が交錯しながら、石の争奪戦が進んでいくこととなる。
上記の設定とは別に、ゲーム中で４色の石を全て集めていると各エンディングで隠しエピソードが追加される。

## スタッフ
- シナリオ：内藤騎之介
- 原画：佐々木珠流